# Microthremma bipartitum
Microthremma bipartitum är en nattsländeart som beskrevs av Oliver S. Flint Jr. 1983. Microthremma bipartitum ingår i släktet Microthremma och familjen Helicophidae. Inga underarter finns listade i Catalogue of Life.